# Ель-Кеф (вілаєт)
Ель-Кеф (араб. ولاية الكاف) - вілаєт Тунісу. Адміністративний центр - м. Ель-Кеф. Площа - 4 965 км². Населення - 257 300 осіб (2007).

## Географічне положення
Розташований в північно-західній частині країни. На півночі межує з вілаєтом Джендуба, на сході - з вілаєтом Сільяна, на півдні - з вілаєтом Касерін, на заході - з Алжиром.

## Населені пункти
- Ель-Кеф
- Дахмані
- Жерісса
- Ель-Ксур
- Каляат-Сенан
- Каляат-Хасаба
- Мензель-Салем
- Набер
- Сак'єт-Сіді-Юссеф
- Серс
- Тажервін
- Туйреф

| Туніс | Це незавершена стаття з географії Тунісу. Ви можете допомогти проєкту, виправивши або дописавши її. |